# فوتاناري

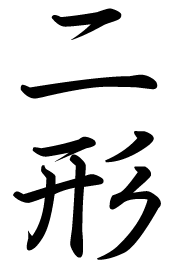
فونتاري في اليابانية

Futanari أو ( 二成, 二形; ふたなり ومعناها حرفيا ( الشكل الثنائي ) ) هي كلمة يابانية تعني ( الخنوثة الأنثوية ) وهو نوع من المانغا الإباحية
اليابانية ظهرت منذ مئات السنين في المجتمع الياباني وهي منتشرة إلى هذا اليوم .

## تاريخها
كما قلنا أنها ظهرت في المجتمع الياباني منذ قرون، وربما لها جذرو تربطها في عبادة Dōjin , الذي كان يصور الأنثى حامله للأعضاء الذكرية .